# Renn Kiriyama
Renn Kiriyama (桐山 漣 Kiriyama Ren?,  Yokohama, Prefectura de Kanagawa, 2 de febrero de 1985) es un actor japonés, afiliado a Hirata Office. Kiriyama es uno de los actores más prolíficos de Japón, habiendo aparecido en más de cien series de televisión, películas y obras de teatro desde su debut en 2006.

## Biografía
Kiriyama nació el 2 de febrero de 1985 en la ciudad de Yokohama, prefectura de Kanagawa. Fue el líder de una banda durante su adolescencia e inicialmente aspiraba a convertirse en músico profesional; sin embargo, su interés luego se volcó a la actuación. Kiriyama trabajaba a tiempo parcial en tres empleos diferentes mientras asistía a clases de actuación. Debutó como actor en 2006, interpretando al personaje de Bunta Marui en la primera adaptación a musical del manga The Prince of Tennis. Kiriyama continuó interpretando el rol hasta 2008, cuando fue reemplazado por el actor Mio Akaba.
En octubre de 2008, Kiriyama se convirtió en miembro de la agencia Office Hirata después de que su anterior agencia, Big Apple, se fusionó con esta. En 2009, protagonizó la serie tokusatsu Kamen Rider W, la segunda temporada de la franquicia de Kamen Rider. En ella interpretó a Shōtarō Hidari/Kamen Rider W, un detective privado que trabaja resolviendo los crímenes de la ciudad ficticia de Fūto. Ese mismo año, Kirayama apareció en las películas Kamen Rider Decade: All Riders vs. Dai-Shocker —en la que su personaje debutó— y Kamen Rider × Kamen Rider Double & Decade: Movie War 2010.
En enero de 2011, Kiriyama formó parte del elenco regular del drama Honboshi: Shinri Tokusou Jikenbo, mientras que en junio interpretó a Yū Takasugi en la película RUN60. Su respectiva adaptación a serie de drama fue lanzada en abril de 2012. En julio de 2011, interpretó a Minami Nanba en Hana Kimi Remake. En septiembre de 2013, Kiriyama ganó un Seoul International Drama Award en la categoría de "artista más popular", siendo votado por los internautas. En 2019, Kiriyama colaboró con la marca de ropa The Park Vintage, creando una edición limitada que estuvo vigente desde el 9 de febrero hasta el 17 de marzo.

## Filmografía

### Series de televisión
| Año  | Título                                                              | Rol                          | Notas     |
| ---- | ------------------------------------------------------------------- | ---------------------------- | --------- |
| 2006 | Nodame Cantabile                                                    | Nakamura                     | Rol debut |
| 2007 | Kētai Shōjo                                                         | Ryūichi Asuka                |           |
| 2008 | Tadashii Ouji no Tsukuri Kata                                       | Yoshiyuki Kirin              |           |
| 2008 | Tokyo Ghost Trip                                                    | Kai Inui                     | Principal |
| 2008 | Shibatora                                                           | Igarashi                     |           |
| 2009 | Reset                                                               | Makoto Takizawa              |           |
| 2009 | Love On                                                             | Haruki Katō                  |           |
| 2009 | Kamen Rider W                                                       | Shōtarō Hidari/Kamen Rider W |           |
| 2011 | Honboshi: Shinri Tokusou Jikenbo                                    | Mamoru Mikoshiba             |           |
| 2011 | Yottsu ha Jinja Ura Kagyō Shitsurenhoken: Tsugera Seya              | Seigo Takahara               |           |
| 2011 | Hana Kimi Remake                                                    | Minami Nanba                 |           |
| 2011 | Switch Girl!!                                                       | Shin Kamiyama                |           |
| 2012 | Switch Girl!! 2                                                     | Shin Kamiyama                |           |
| 2012 | Cambrian Wars                                                       | Naoki Nagasawa               |           |
| 2012 | Asadora Satsujin Jiken                                              | Reiji Mehon                  |           |
| 2012 | 37-sai de Isha ni Natta Boku: Kenshui Junjō Monogatari              | Atsushi Taniguchi            |           |
| 2012 | RUN60                                                               | Yū Takasugi                  |           |
| 2012 | Kekkon Dōsōkai: Seaside Love                                        | Haruka Miyamoto              |           |
| 2012 | Vision: Koroshi ga Mieru Onna                                       | Takuji Tanaka                |           |
| 2012 | Monsters                                                            | Tōru Murooka                 |           |
| 2013 | Uedingudoresu o Katta Onna                                          | Taku Shimizu                 |           |
| 2013 | Soratobu Kōhōshitsu                                                 | Toshiki Fujieda              |           |
| 2013 | Bussen                                                              | Atsushi Shiro                |           |
| 2014 | Lost Days                                                           | Wataru Sakurada              |           |
| 2014 | Hanasaki Mai ga Damattenai                                          | Teruo Akimoto                |           |
| 2014 | Juken Jigoku                                                        | Takahiro Kusumi              |           |
| 2014 | Sailor Fuku to Uchūbito: Chikyū ni Kokotta Saigo no 11-ri           | Reo Tachibana                |           |
| 2014 | Kindaichi Shōnen no Jikenbo                                         | Yutaka Kawashima             |           |
| 2014 | Kin'yō Road Show!                                                   | Taiyō Aota                   |           |
| 2015 | Itsutsu-boshi Tourist: Saikō no Tabi, go Annai Shimasu!!            | Yūya Harukawa                |           |
| 2015 | Getsuyō Golden                                                      | Takumi Hoshioka              |           |
| 2015 | Jokudoki Meshi                                                      | Sōma Kai                     |           |
| 2015 | Manma Koto: Asa no Jo Saitei-chō                                    | Seijūrō Yagi                 |           |
| 2015 | Jishaku Otoko                                                       | Wataru Saeki                 |           |
| 2015 | Watashitachi ga Propose sa Renai no ni wa, 101 no Riyū ga Atteda na | Takagi                       |           |
| 2015 | Towa Shūshoku Shiken                                                | Kōtarō Morioka               | Principal |
| 2015 | Kono Mystery ga Sugoi! Best-selling Sakka Kara no Chōsen-jō         | Kaburagi                     |           |
| 2015 | 17-sai no Jitsubo                                                   | Yōhei Kataoka                |           |
| 2016 | Kasa wo Motanai Aritachi wa                                         | Jun Hashimoto                | Principal |
| 2016 | Medical Team Lady da Vinci's Diagnosis                              | Kentarō Okuyama              |           |
| 2017 | Shikaku Tantei Higure Tabibito                                      | Akira Murayama               |           |
| 2017 | Minato-sho Otoshimono Gakari Himitsu Sōsa-kan Kiken'nafutari        | Yūki Komuro                  |           |
| 2017 | Fukuoka Renai Hakusho 12: Sensei to Watashi                         | Kenji Ide                    |           |
| 2017 | Code:Mirage                                                         | Shin'ichi Moriyama/Mirage    | Principal |
| 2017 | Kizoku Tantei Series                                                | Hiroki Gudō                  |           |
| 2017 | Bokutachi ga Yarimashita                                            | Young                        |           |
| 2018 | Kinban Gourmet Bushimeshi! 2                                        | Shinpachi Yamashita          |           |
| 2018 | Dol:Men X                                                           | Shūgo Sanemitsu              |           |
| 2018 | Paddington Hatsu 4-ji 50-bu                                         | Suzuki                       |           |
| 2018 | Daisy Luck                                                          | Kōichirō Yamato              |           |
| 2018 | Mikaiketsu no Onna Keishichō Bunsho Sōsa-kan                        | Keito Nishijima              |           |
| 2018 | Seigi no Se                                                         | Shunta Mitsuoka              |           |
| 2018 | Tantei ga Hayasugiru                                                | Miryuko Daedara              |           |
| 2018 | Itsuka Kono Ame ga Yamu Hi Made                                     | Kunihiko Morimura            |           |
| 2018 | Honto ni Attakowai Hanashi                                          | Yūji Shibasaki               |           |
| 2018 | Funakoshi Eiichirō Satsujin Jiken                                   | Yūya Hanamaki                |           |
| 2018 | Level V: Moto Bengoshi Kotoriasobu Shōko                            | Yōhei Asano                  |           |
| 2018 | Ōsaka-kan Jōsen Hitoekigoto no Ai Monogatari                        | Yūsaku Kazama                |           |
| 2019 | Suna no Utsuwa                                                      | Mutsuo Katazawa              |           |
| 2019 | Ore no Sukato, Doko Itta?                                           | Michiru Tanaka               |           |
| 2019 | Kasei Otto no Mitazono                                              | Shōichi Kamiyama             |           |
| 2019 | Kore wa Keihi de Ochimasen!                                         | Hiiragi Yamazaki             |           |
| 2019 | Gisō Furin                                                          | Gen Tōdō                     |           |
| 2019 | Cheet: Sagishi no Minasan, go Chūi Kudasai                          | Masaki Hasumi                |           |
| 2019 | Haru: Sōgō Shōsha no Onna 2                                         | Tamotsu Sakurai              |           |
| 2020 | Keiji to Kenji: Shokatsu to Chiken no 24-ji                         | Katsuya Kugayama             |           |
| 2020 | Īne! Hikaru Genji-kun                                               | Chūjō                        |           |
| 2020 | Ojisan wa Kawaii Mono ga Osuki                                      | Wataru Naruto                |           |
| 2021 | Love Phantom                                                        | Kei Hase                     | [ 13 ]    |

### Películas
| Año  | Título                                                              | Rol                                            | Notas     |
| ---- | ------------------------------------------------------------------- | ---------------------------------------------- | --------- |
| 2007 | Boys Love Gekijōban                                                 | Kazuyuki Tenjō                                 |           |
| 2008 | Cafe Daikanyama: Sweet Boys                                         | Mikoto Miura                                   |           |
| 2008 | Bokura no Hōteishiki                                                | Wataru Yoshikawa                               |           |
| 2008 | Cafe Daikanyama 2: Yume no Tsuzuki                                  | Mikoto Miura                                   |           |
| 2009 | Kamen Rider Decade: All Riders vs. Dai-Shocker                      | Kamen Rider W                                  | Voz       |
| 2009 | Kamen Rider × Kamen Rider Double & Decade: Movie War 2010           | Shōtarō Hidari/Kamen Rider W                   |           |
| 2009 | Cafe Daikanyama 3: Sorezore no Ashita                               | Mikoto Miura                                   |           |
| 2009 | Beat Rock☆Love                                                      | Rei Jōjima                                     |           |
| 2010 | Rambling Heart                                                      | Machi Minami                                   |           |
| 2010 | Kamen Rider W Forever: A to Z/The Gaia Memories of Fate             | Shōtarō Hidari/Kamen Rider W/Kamen Rider Joker |           |
| 2010 | Kamen Rider × Kamen Rider OOO & W Featuring Skull: Movie War Core   | Shōtarō Hidari/Kamen Rider W                   |           |
| 2011 | RUN60                                                               | Yū Takasugi                                    | Principal |
| 2011 | Kimi e                                                              | Kōji Honma                                     | Principal |
| 2011 | Kichijōji no Asahina-kun                                            | Hinata Asahina                                 | Principal |
| 2011 | OOO, Den-O, All Riders: Let's Go Kamen Riders                       | Shōtarō Hidari/Kamen Rider W                   |           |
| 2011 | Kamen Rider × Kamen Rider Fourze & OOO: Movie War Mega Max          | Shōtarō Hidari/Kamen Rider W/Kamen Rider Joker |           |
| 2012 | Ōoku: Eien                                                          | Jukouin                                        |           |
| 2013 | Tōkyō Yami Mushi                                                    | Ryō Katō                                       | Principal |
| 2014 | LDK                                                                 | Wataru Sanjō                                   |           |
| 2014 | Heisei Rider vs. Shōwa Rider: Kamen Rider Taisen feat. Super Sentai | Shōtarō Hidari/Kamen Rider W/Kamen Rider Joker |           |
| 2015 | Ju-on: The Final                                                    | Sōta Kitamura                                  |           |
| 2015 | Gunjōshoku no, Tōri Michi                                           | Yoshiyuki Mayama                               | Principal |
| 2015 | Tokyo PR Woman                                                      | Shingo Mutō                                    |           |
| 2016 | Kanon                                                               | Satoshi Koide                                  |           |
| 2017 | Shinjuku Swan 2                                                     | Shinnosuke Shin                                |           |
| 2017 | Umi no Soko Kara Monamour                                           | Takuma                                         | Principal |
| 2018 | Donten ni Warau                                                     | Shirasu Kinjō                                  |           |
| 2018 | Dol:Men X                                                           | Shūgo Sanemitsu                                |           |
| 2019 | Sadako                                                              | Minoru Fujii                                   |           |